# داء إيرليخ الموجه للخلايا الوحيدة البشري
داء إيرليخ الموَجَّه للخلايا الوحيدة البشري (اختصارًا HME) هو شكلٌ من داء إيرليخ يرتبطُ مع الإيرليخيَّة التشافيَّة [الإنجليزية] (الاسم العلمي: Ehrlichia chaffeensis). هذه البكتيريا هي متطفلةٌ إجبارية داخل الخلية، تؤثر على الخلايا الوحيدة والخلايا البلعميَّة الكبيرة.

## العلامات والأعراض
تحدث عدة علاماتٍ وأعراضٍ لهذا الداء، وأكثرها شيوعًا الحمى والصداع والتوعك وآلام العضلات. مقارنةً بعدوى المحببات البشرية بالإيرليخية، فإنَّ الطفح الجلدي يكون أكثر شيوعًا. تكون الفحوصات المخبرية غير طبيعيةٍ في هذه الداء، وتتضمن قلة الصفيحات وقلة الكريات البيض ارتفاع في مستوى وظائف الكبد.[بحاجة لمصدر]
قد تتراوح شدة المرض من طفيفة أو بدون أعراض إلى مهددة للحياة. قد تصل الإصابة إلى الجهاز العصبي المركزي. كما قد تحدث أعراضٌ تُشبه الصدمة الإنتانيَّة أو السميَّة الشديدة، خصوصًا في المرضى منقوصي المناعي.

## الأسباب
يحدث هذه الداء بسبب لدغات القراد.

## التشخيص
غالبًا ما يُغفل الأفراد التعرض للدغات القراد. يجب أن تكون نسبة الشك عند الفحص السريري أعلى في الأفراد الذين يعيشون في مناطق ترتفع فيها معدلات الإصابة والذين يقضون وقتًا أطول خارج المنزل.[بحاجة لمصدر] قد تكون الفحوصات المصليَّة للإيرليخيَّة سلبيةٍ في الطور الحاد من الإصابة، لذلك يُعد تفاعل البوليمراز المتسلسل الأداة المخبريَّة الأفضل لتشخيص الإصابة.

## العلاج
عند الاشتباه بالإصابة بداء إيرليخ، فإنَّ العلاج يجب أن يبدأ فورًا دون انتظار التأكيد المخبري النهائي، وذلك لأنَّ العلاج الفوري بالدوكسيسايكلين أظهر نتائج تحسن إيجابية. دوكسيسايكلين is the treatment of choice.[بحاجة لمصدر]
تؤدي الإصابة أثناء الفترة الأولى من الحمل إلى تعقيد العلاج. يُستخدم الريفامبيسين أثناء الحمل وفي الأفراد الذين لديهم حساسيةً للدوكسيسايكلين.

## الوبائيات
حسب علم الأوبئة، فإنَّ داء إيرليخ الموجه للخلايا الوحيدة البشري يحدث بالولايات المتحدة الأمريكية في ولايات جنوب وسط وجنوب شرق ووسط المحيط الأطلسي، وهي المناطق التي ينتشر فيها كلٌ من الأيل أبيض الذيل (الاسم العلمي: Odocoileus virginianus) وقرادة اليغموش الأمريكي (الاسم العلمي: Amblyomma americanum).[بحاجة لمصدر]
يحدث داء إيرليخ الموجه للخلايا الوحيدة البشري في كاليفورنيا في قراد الهادي [الإنجليزية] (الاسم العلمي: Ixodes pacificus) وقراد الكلاب الأمريكي [الإنجليزية] (الاسم العلمي: Dermacentor variabilis). وثقت حوالي 600 حالة في مراكز السيطرة على الأمراض والوقاية منها في عام 2006. وفي الفترة 2001-2002، كان معدل الإصابة أعلى في ميسوري وتينيسي وأوكلاهوما، وكذلك في الأشخاص الذين تزيد أعمارهم عن 60 عامًا.